# Patchogue
Patchogue es una villa ubicada en el condado de Suffolk en el estado estadounidense de Nueva York. En el año 2020 tenía una población de 34,995 habitantes y una densidad poblacional de 2,046.8 personas por km². la población de East Patchogue y Patchogue es 34,955.

## Geografía
Según la Oficina del Censo, la ciudad tiene un área total de 6,5 km² (2,5 mi²), de la cual 5,8 km² (2,2 mi²) es tierra y 0,7 km² (0,3 mi²) (20.76%) es agua.

## Demografía
Según la Oficina del Censo en 2000 los ingresos medios por hogar en la localidad eran de $45,027, y los ingresos medios por familia eran $58,126. Los hombres tenían unos ingresos medios de $37,561 frente a los $30,559 para las mujeres. La renta per cápita para la localidad era de $22,962. Alrededor del 10.7% de la población estaban por debajo del umbral de pobreza.